# 瀬尾七重
瀬尾 七重（せお ななえ、1942年4月6日 - ）は日本の童話作家。

## 略歴
東京都文京区本郷生まれ。父は能楽師。立教大学文学部日本文学科卒業。福田清人に師事。
1967年「ロザンドの木馬」で講談社児童文学新人賞佳作、1968年同作で野間児童文芸推奨作品賞、1987年「さようなら、葉っぱこ」で日本児童文芸家協会賞、1998年「さくらの花でんしゃ」でひろすけ童話賞受賞。

## 著書
- 『ロザンドの木馬』（講談社） 1968、のち青い鳥文庫、講談社文庫
- 『銀の糸あみもの店 12編のメルヘン』（旺文社） 1979.3、のち文庫
- 『風の子ファンタジー』（講談社文庫） 1980.2、のち改題『銀のローラースケート』（青い鳥文庫)
- 『火山になったオニ』（旺文社） 1982.7
- 『レンガ通りの人形や』（旺文社） 1983.11
- 『おとうさんはトランペットふき』（講談社） 1983.11
- 『空からベルがおちてきた』（講談社） 1983.11
- 『あるへいさんのたてたいえ』（小学館） 1983.12
- 『月夜のものがたり』（講談社） 1984.1
- 『トネリの家』（講談社） 1984.1
- 『森のスイートホーム』（講談社） 1984.4
- 『魚料理もどうぞ』（旺文社） 1985.9
- 『村の小さな糸やさん』（旺文社） 1986.11
- 『さようなら、葉っぱこ』（講談社） 1986.12
- 『しぐれ山のひみつ』（教育画劇） 1988.8
- 『おねえちゃんっていいな』（国土社） 1988.10
- 『花どろぼうとおじょうさん』（講談社） 1990.4
- 『迷路の森の盗賊』（旺文社） 1992.3
- 『おひさまかんそうき』（PHP研究所） 1996.9
- 『だれのしわざ?』（旺文社） 1997.4
- 『小さな公園のふしぎな森』（PHP研究所） 1997.5
- 『さくらの花でんしゃ』（PHP研究所） 1998.3
- 『社会のしくみ』（ポプラ社、社会科はじめて大百科） 1998.4
- 『家庭生活 ポプラ社』（ポプラ社、社会科はじめて大百科） 1998.4
- 『春はもうすぐ』（PHP研究所） 2000.1
- 『ひなまつりにおひなさまをかざるわけ』（教育画劇、行事の由来えほん） 2001.1